# Kaiseroda
Kaiseroda ist ein Ortsteil von Leimbach im Wartburgkreis in Thüringen.

## Lage
Kaiseroda liegt nordwestlich von Leimbach an der Bundesstraße 62 in der Werraniederung unmittelbar südlich der Bahnstrecke Bad Salzungen–Vacha. Durch Gewerbeansiedlungen in den 1990er Jahren ist Kaiseroda inzwischen mit Leimbach zusammengewachsen. Die geographische Höhe des Ortes beträgt 241 m ü. NN.

## Geschichte

### Das Dörfchen Vackenroda
Die Ersterwähnung des Dörfchens „Vackenroda“ geht bis in das Jahr 1317 zurück, als dieser Ort einer Familie Heydenreich als hennebergisches Lehen gehört haben soll. Die Namensgebung des Dorfes ging mit hoher Wahrscheinlichkeit auf den Gründer von Vackenroda zurück. Erwähnung findet die Ortschaft ebenso in den Schmalkaldener Verträgen vom 10. August 1330, in deren Folge das Amt Krayenberg mit allen Dörfern als Lehnbesitz an den Grafen Berthold VII. von Henneberg verkauft wurde. Sowohl in einem Lehnbrief an den Ritter Johann Meisenbugh (1448), in einer Aufzählung des Grafen von Beichlingen (1513) sowie in den Prozessakten „Hersfeld gegen Sachsen“ (1520) wird das Dorf Vackenroda als Wüstung erwähnt. Gegen 1540 war Vackenroda wahrscheinlich wieder besiedelt und wird in den Jahren 1549 und 1554/55 als Filiale von Salzungen bezeichnet. Im Erbzinsregister aus dem Jahr 1619 setzt sich die gesamte Abgabepflicht aus einem Goldgulden, zwei Trifthammel, einem Osterlamm und zwei Körbe Salz zusammen. Die Größe der Flurgemarkung wurde mit 104 Acker Land und 82 Acker Wiese angegeben. Nach Überwindung der Schrecken des Dreißigjährigen Krieges lebten 1671 in Vackenroda 25 Menschen (darunter 4 Männer) auf drei bebauten Grundstücken.

### Die Entstehung von Kaiseroda
Das Dorf Vackenroda lag nahe an der Werra und war stets durch Hochwasser gefährdet. Im Jahr 1672 wurde versucht durch Uferbefestigungen sowie Entwässerungs- und Flutgräben die Hochwassergefahr zu mindern. Im Jahr 1697 forderte Johannes Kaiser, Schultheiß von Vackenroda, Regulierungen der Werra und auch Abzugsgräben. Zehn Jahre später bat er den Herzog Johann Wilhelm von Sachsen-Eisenach erfolgreich um die Genehmigung der Neuansiedlung seines Gehöftes mit neuem Wirtshaus an einem hochwassersicheren Standort. Am 5. April 1710 berichtet der Amtmann Eccard des Amtes Krayenberg von der Fertigstellung des Gehöfts. Zu Pfingsten 1710 erfolgte die Einweihung des Wirtshauses „Zum Kayßerhof“. Im Jahr 1730 erweiterte Johannes Kaiser den Standort um weitere drei Hofreite. Infolge weiterer großer Hochwasser begannen die Bewohner von Vackenroda im Jahr 1736 ihre Gebäude abzureißen und am Kaiserhof an der Landstraße neu wieder aufzubauen. Dieser Prozess war im Jahr 1749 mit dem Abriss des letzten Hauses von Vackenroda abgeschlossen. Das neu entstandene Dörfchen wurde nach seinem Begründer Johannes Kaiser „Kaiseroda“ genannt. Im Jahr 1781 erfolgte eine Beschreibung der Kaisaröder Gemarkung in der Creÿenberger Amts Beschreibung. Demnach bestand Kaiseroda aus 12 Häusern mit insgesamt 10 Brunnen sowie zwei Wirtshäusern und verfügte über eine Nutzfläche von 287 Acker Ackerland und 50 Acker Wiesen. Kaiseroda gehörte wie auch vorher Vackenroda zum Tiefenorter Pfarrspiel.

### Kaiseroda nach 1800
Am 2. November 1858 erfolgte die feierliche Eröffnung der Werra-Bahn, welche im Teilabschnitt Eisenach-Salzungen den Gemarkungsbereich von Kaiseroda berührte. Nicht verkaufswillige Bauern wurden enteignet und bekamen eine entsprechende Entschädigung. Kaiseroda erhielt ebenfalls Anschluss an die Feldabahn, welche im Zeitraum Juli 1878 bis Juni 1880 gebaut wurde. Im Ergebnis einer Verwaltungsreform im Großherzogtum Sachsen-Weimar-Eisenach wurde das Verwaltungsamt Tiefenort im Jahr 1879 aufgelöst und Kaiseroda in das Verwaltungsamt Lengsfeld eingeordnet. Im gleichen Jahr wurden, basierend auf der Volkszählung von 1875 erstmals statistische Angaben zum Ort Kaiseroda publiziert. Kaiserroda hatte in diesem Jahr 18 Wohnhäuser mit 107 Einwohnern. Die Größe der Kaiserrodaer Flur betrug 130 ha davon Höfe und Gärten 2,3 ha, Wiesen 17,4 ha, Ackerfläche 96,6 ha, Teiche, Bäche und Flüsse 0,9 ha, auf Wege, Triften, Ödland und Obstbauplantagen entfielen 12,7 ha Wald war nicht vorhanden. Zum Viehbestand von Kaiserroda zählten 8 Pferde, 95 Rinder, 174 Schafe und 34 Schweine. 1898 wurde im Ort einer der ersten Kalischächte des Werra-Kalireviers abgeteuft.
Vom 1. Oktober 1923 bis 1924 war Kaiseroda erstmals nach Leimbach eingemeindet. 1950 erfolgte die erneute und endgültige Eingemeindung.
1955 lebten im Ort Kaiseroda 246 Einwohner.

### Einwohnerentwicklung
Entwicklung der Einwohnerzahl von Vackenroda bzw. Kaiseroda:
| - 1671: 25 - 1702: 30 - 1823: 91 - 1830: 94 - 1835: 91 - 1840: 100 | - 1846: 112 - 1851: 129 - 1855: 122 - 1859: 125 - 1869: 92 - 1874: 97 | - 1879: 107 - 1895: 114 - 1900: 137 - 1939: 193 - 1955: 246 |

 Datenquelle: Creÿenbergischen neuen Ambts Beschreibung 1671, Staatshandbuch für das Großherzogtum Sachsen 1823–1874

## Kali-Gewerkschaft „Kaiseroda“
Erstmals im Jahr 1587 wurden in der Auflistung der jährlichen Abgabepflicht der Bewohner von Vackenroda zwei Körbe Salz aufgeführt. Da zur damaligen Zeit die Abgabe von eigens erzeugten und hergestellten Produkten üblich war, muss es in der Gemarkung Vackenroda bzw. Kaiseroda eine kleine Solequelle gegeben haben, aus der Salz durch Eindampfen in geringen Mengen gewonnen wurde.
Die ersten Suchbohrungen wurden in den Jahren 1816 und 1825 bei Unterrohn und Kaiseroda im Großherzogtum Sachsen Weimar-Eisenach erfolglos niedergebracht. Weitere Bohrungen erfolgten in den Jahren 1876 und 1881, bei denen in 151 m und 144 m Teufe Steinsalzvorkommen erreicht wurden. Daraufhin bekam der Eisenacher Unternehmer Louis Finger vom zuständigen Bergamt in Kaltennordheim ein Grubenfeld bei Kaiseroda verliehen und die Genehmigung, dort eine „Saline Kaiseroda“ zu errichten. Der Besitz des Grubenfeldes wechselte am 24. Dezember 1879 in den Besitz des Berliner Bankier Leopold Lippmann Hadra. Nach seinem Tod ließ seine Frau die Bohrarbeiten fortführen. Im Sommer 1893 konnten erstmals Kalisalze in einer Teufe von 368 m im Bohrloch Nr. 5 bei Hämbach festgestellt und am 5. Oktober 1893 beurkundet werden. Dies gilt als Geburtsstunde des Kalibergbaus im Werra-Fulda-Revier.
Am 27. November 1894 erfolgte in Berlin die Gründung der Kali-Gewerkschaft „Kaiseroda“. Im Januar 1895 begannen Teufarbeiten des Schachtes „Kaiseroda I“ auf dem Bohrloch Nr. 5 bei Hämbach. Dies waren die erste Abteufung im Werra-Fulda-Revier. Die Teufarbeiten wurden im Dezember 1900 in einer Tiefe von 391 m abgeschlossen. Die Rohsalzförderung des Schachtes „Kaiseroda I“ begann am 30. April 1901. Im Februar 1904 wurde eine Kaliumsulfat-Fabrik und eine Glaubersalzfabrik in Betrieb genommen. Im Mai 1911 nahm die Gewerkschaft „Kaiseroda“ die Teufarbeiten der 225 m voneinander liegenden Schächte „Kaiseroda II“ und „Kaiseroda III“ (Doppelschachtanlage) in Merkers auf. Am 15. Mai 1925 nahm das neu erbaute Kaliwerk „Kaiseroda II/III“ des Wintershall-Konzerns den Probebetrieb auf. Es war zu jener Zeit der größte und modernste Kali-Düngemittelhersteller der Welt.
Mit Beginn des Jahres 1945 wurden die Gold- und Devisenbestände im Besitz des Deutschen Reiches und bedeutende Kunstbestände der Berliner Staatlichen Museen aus Sicherheitsgründen im Grubenfeld Kaiseroda II/III eingelagert. Der sogenannte Reichsbank-Goldschatz von Merkers wurde am 8. April 1945 durch die 3. US-Armee aufgefunden und nach Frankfurt am Main in die spätere Amerikanische Besatzungszone abtransportiert. Kaiseroda befand sich seit dem Juli 1945 in der Sowjetischen Besatzungszone (SBZ). Die Rohsalzförderung des Kaliwerkes begann wieder im November 1945 und die Inbetriebnahme der Kaliumchloridfabrik im Dezember 1945. Am 1. September 1946 folgte die Eingliederung aller Kali-Betriebe der SBZ in die Sowjetische Aktiengesellschaft (SAG) für Kalidüngemittel in Deutschland. Zum 24. Juni 1952 folgte die Ausgliederung und Umwandlung in einen „Volkseigenen Betrieb“. Die neue Bezeichnung lautete VEB Kaliwerk „Kaiseroda II/III“ (Merkers). Mit der Umbenennung in VEB Kalikombinat „Ernst Thälmann“ am 5. Juli 1953 fiel die ursächliche Bezeichnung „Kaiseroda“ für die betreffenden Werke weg.
Im Jahr 1965 wurde die Förderung des Schachtes I in Hämbach stillgelegt. Im Jahr 1990 erfolgte die Umwandlung des VEB Kombinat „Kali“ in die Mitteldeutsche Kali AG. Die drei thüringischen Werrawerke bildeten die Tochterfirma „Kali Werra AG“. Am 22. Juni 1993 wurde das letzte Rohsalz des Kalistandortes Merkers durch den Schacht III (früher Kaiseroda III) nach über Tage gefördert. Am 25. Juni 1993 erfolgte die endgültige Einstellung des Kalibetriebes in Merkers. Die Abbrucharbeiten des Kalibetriebes Merkers (früher „Kaiseroda II/III“) begannen am 1. April 1994.